# 棉花庄镇
棉花庄镇，是中华人民共和国江苏省淮安市淮阴区下辖的一个乡镇级行政单位。
2018年7月撤消，三朱、徐梅2个村委会并入长江路街道，十里、袁庄、大福、顾庄、刘河、大兴、军田、大西、新河、联旺、团结、三河12个村委会并入淮高镇。

## 行政区划
棉花庄镇下辖以下地区：
鑫园社区、大兴社区、十里村、新河村、刘河村、联旺村、军田村、大西村、团结村、三河村、袁庄村、大福村和顾庄村。